# Edmon López
Edmon López Möller (* 16. Juli 1996 in Barcelona) ist ein spanischer Squashspieler.

## Karriere
Edmon López begann seine professionelle Karriere im Jahr 2015 und gewann bislang 13 Titel auf der PSA World Tour. Seine höchste Platzierung in der Weltrangliste erreichte er mit Rang 48 im Oktober 2020. Mit der spanischen Nationalmannschaft nahm er bereits mehrfach an der Europameisterschaft teil, sein Debüt in der Mannschaft gab er 2014. 2019 wurde er mit ihr Vizeeuropameister. Im Einzel stand er 2015 im Hauptfeld und erreichte das Viertelfinale, in dem er gegen Grégory Gaultier ausschied. 2019 und 2024 stand er im spanischen Aufgebot bei der Weltmeisterschaft. Im selben Jahr wurde er spanischer Meister.

## Erfolge
- Vizeeuropameister mit der Mannschaft: 2019
- Gewonnene PSA-Titel: 13
- Spanischer Meister: 2019